# Шъ Лъ
Шъ Лъ (на китайски: 石勒; на пинин: Shí Lè) е военачалник от народа дзие и първи император на Хоу Джао.

## Биография
Шъ Лъ е роден през 274 година в днешната провинция Шанси, по това време част от империята Дзин. Около 303 година областта е засегната от масов глад, семейството му е разорено и той е продаден в робство от държавен чиновник. Малко по-късно той става разбойник, след което се присъединява към войските на Съма Ин във Войната на осемте князе. Издига се в армията, а след смъртта на Съма Ин през 306 година преминава на служба при Лю Юен и става един от водещите военачалници на неговата хунска империя Хан Джао.
През следващите години Шъ е начело на една от армиите на Хан Джао, включваща голям брой негови сънародници дзие, която действа относително самостоятелно в обширни части от Северен Китай, влизайки в сблъсъци със силите на Дзин. През лятото на 311 година той разгромява голяма армия на Дзин, ескортираща тялото на регента Съма Юе, за да бъде погребан. След това той участва в превземането на столицата на Дзин Лоян и отстранява Уан, другият най-влиятелен военачалник на Хан Джао, присъединявайки войските му към своите.
През 312 година Шъ Лъ превзема град Сянгуо в днешната провинция Хъбей и решава да го превърна в своя основна база. В началото на следващата година Дзин и съюзените с тях Дуан нападат Сянгуо преди завършването на укрепленията му, но са успешно отблъснати. Укрепвайки се там Шъ Лъ започва да поставя под свой контрол все по-обширни територии. През следващите няколко години той разгромява последните сили на Дзин в североизточен Китай. През 318 година се намесва в борбите за трона на Хан Джао и подпомага Лю Яо, който става император.
През 319 година отношенията на Шъ Лъ с Лю Яо се влошават и той се обявява за независим княз на Джао. За да се отличава от Хан Джао, в историографията държавата му обикновено се нарича Хоу Джао (Късна Джао). През следващите години Шъ продължава да воюва срещу Дзин и Дуан и през 321 година единствената територия на север от Хуанхъ, признаваща властта на Дзин, са владенията на рода Мужун в южна Манджурия, които, макар и официално васални на Дзин, са до голяма степен самостоятелни.
През 323 година войските на Хоу Джао, командвани от Шъ Ху, племенник на Шъ Лъ, завземат днешната провинция Шандун. През следващата година започват активни военни действия между Хан Джао и Хоу Джао и през 325 година Шъ Ху завзема областта около Лоян. През 328 година Шъ Лъ лично повежда армиите срещу Хан Джао и превзема столицата Чанан, а през следващата година Шъ Ху унищожава държавата Хан Джао. През 330 година Шъ Лъ се обявява за император.
Шъ Лъ умира през есента на 333 година. Наследен е от сина си Шъ Хун, но реалната власт е в ръцете на Шъ Ху, който година по-късно сам заема трона.